# Lahas
Lahas (gaskognisch: Lahàs) ist eine französische Gemeinde mit 181 Einwohnern (Stand: 1. Januar 2022) im Département Gers in der Region Okzitanien. Sie gehört zum Kanton Val de Save und zum Arrondissement Auch. Die Einwohner werden Lahasiens/Lahasiennes genannt.

## Geographie
Lahas liegt etwa 27 Kilometer südöstlich von Auch und 50 Kilometer westsüdwestlich von Toulouse im Südosten des Départements Gers. Die Gemeinde besteht aus Weilern, zahlreichen Streusiedlungen und Einzelgehöften. Der Fluss Marcaoue durchquert die Gemeinde in nördlicher Richtung und bildet die Gemeindegrenze zu Montiron. 
Umgeben wird Lahas von den Nachbargemeinden Maurens im Norden, Frégouville im Osten und Nordosten, Noilhan im Südosten, Bézéril im Süden, Saint-André im Westen sowie Montiron im Westen und Nordwesten.

## Bevölkerungsentwicklung
| Jahr                       | 1793 | 1806 | 1861 | 1962 | 1968 | 1975 | 1982 | 1990 | 1999 | 2006 | 2011 | 2016 |
| Einwohner                  | 605  | 680  | 617  | 276  | 260  | 211  | 187  | 188  | 154  | 171  | 163  | 179  |
| Quellen: Cassini und INSEE |      |      |      |      |      |      |      |      |      |      |      |      |

## Sehenswürdigkeiten
- Kirche Saints-Abdon-et-Sennen
- Kapelle Notre-Dame-de-Dieuzaide im Ortsteil Baupas
- Denkmal für die Gefallenen[1]
- mehrere Gebetsnischen und Wegkreuze